# 심택현 (조선문신)
심택현(沈宅賢, 1674년 ~ 1736년 12월 9일)은 조선 후기의 문신으로, 본관은 청송(靑松), 자는 여규(汝揆), 시호는 청헌(淸獻)이다. 서인의 영수 병조판서 심의겸의 6대손으로, 증조부는 증 이조참판 심은(沈穩)이고, 할아버지는 함창현감 증 이조판서 심약명(沈若溟)이며, 아버지는 통덕랑 증 좌찬성 가증 영의정 심속(沈涑)이다.

## 생애
아버지는 통덕랑을 지내고 증 좌찬성과 증 영의정에 추증된 심속이고, 어머니는 초계변씨로 참봉 변박(卞搏)의 딸이다. 아버지 심속은 증 좌찬성에 추증됐다가 그의 원종공훈으로 다시 증 영의정에 추증되었다. 차남으로 형제로는 형 심계현(沈啓賢), 동생 심최현(沈最賢), 심몽현(沈夢賢), 생원 심득현(沈得賢), 진사 심태현(沈泰賢) 등이 있다. 정조 대의 재상 심환지는 그의 동생 심태현의 손자였다. 경종의 원비 단의왕후 심씨의 친정아버지 심호는 11촌 아저씨뻘이었다.
증조부는 증 호조정랑과 증 이조참판에 추증된 심은(沈穩)으로 그는 정사원종공신 3등이었다. 그의 6대조는 심의겸이고, 7대조는 조선 명종비 인순왕후의 친정아버지 청릉부원군 심강이며, 8대조는 영의정 심연원, 12대조는 세종대왕의 비 소헌왕후의 친정아버지 영의정 심온이다.

### 숙종
1699년(숙종 25년) 식년과 진사시에 3등(三等) 52위로 합격하여 진사가 됐다. 바로 그 해 정시문과에 을과(乙科) 2등 탐화(探花)로 급제하여, 바로 가주서 송정명(宋正明)을 대신해 가주서가 되었으나 곧 갈리고 이만견(李晩堅)으로 교체되었다. 그해 가주서가되었다가 부사정으로 전임되고 이후 여러 번 가주서에 임명되었다. 1700년 여러 번 가주서에 임명되었다. 1701년 다시 가주서에 임명되었다가 그해 주서가 되고 이조좌랑이 되었다.
1701년 사간원 정언, 사헌부 지평, 1702년 세자시강원 사서, 사헌부 지평, 1703년 사간원 정언, 1704년 세자시강원 문학, 사헌부 지평, 1711년 사헌부 장령이 되었다. 1711년 사헌부 장령으로 재직 중, 다수의 의견이 한 개인의 주장을 이기지 못하고 당론이 점차 폐해가 된다며 탕평을 주장했다가, 소론의 탄핵을 받은 뒤 낙향하였다.  1712년 세자시강원 필선이 되고, 1713년 사헌부 집의, 홍문관 부교리, 승정원 승지, 1715년 강원도 관찰사, 1716년 사간원 대사간, 1717년 승정원 우승지, 사간원 대사간, 1718년 이조참의, 1719년 강화부 유수, 사헌부 대사헌, 1720년(숙종 46년) 이조참판 겸 오위도총부 부총관을 지냈다.

### 경종
1720년(경종 즉위년) 이조참판으로 동의금, 빈전도감당상을 겸하였다. 전라도 관찰사, 성균관 대사성, 승정원 도승지, 겸 동의금, 1721년(경종 1년) 이조참판, 경기도 관찰사, 부호군, 호군 등을 지냈다.

### 영조
1725년(영조 1년) 이조참판, 동지성균관사, 부호군, 종묘제조를 거쳐, 이조의 천거로 왕세자 책례도감제조 3인의 한사람에 천거됐다. 바로 공조판서로 승진하고, 예조판서, 도총관, 동지경연, 지의금부사 등을 지냈다. 1726년 승문원 제조, 의정부 우참찬, 지경연관사, 예조판서, 내의원 제조, 이조판서, 1727년 판의금부사가 됐으나 그 해의 정미환국으로 노론이 대거 삭출당하자 때 이때 삭탈관직당하였다. 
1728년 의정부 좌참찬이 되었다. 1728년(영조 5) 이인좌의 난 진압 직후 행사직(行司直)으로 분무원종공신 1등(奮武原從功臣一等 또는 양무원종공신 1등)에 책록되었다. 1729년 초 공산현감 유두기(兪斗基)를 천거한 일로 파직되었다가 곧 서용되었다. 1729년 판의금부사가 되고 이어 지돈녕부사, 형조판서, 병조판서, 1730년 한성부 판윤, 1733년 공조판서, 이조판서, 판돈녕부사, 판의금부사 등을 지냈다.
1735년 강화부유수, 지사, 다시 판돈녕부사가 되고 그해 부사직, 좌참찬, 비국당상, 판의금, 다시 좌참찬 등을 지냈다. 이때 영조가 여러번 패초하였으나 병으로 나가지 못했다. 최종 품계는 숭정대부였다.

### 사후
묘소는 충청남도 공주군 의당면 율정리 산21-1 임좌(壬坐)에 있고 묘갈명은 유척기가 지었다. 그의 묘  바로 아래에는 손자 심관지의 묘가 있다.
정조 때인 1790년 그의 증손 심능적(沈能迪)이 계를 올렸다가 원정이라는 발언이 문제되어 의금부로부터 대전통편 추단조(大典通編推斷條)를 근거로 장 60대(杖六十) 탈고신 1등(奪告身一等)에 해당됐으나 그의 증조부인 심능현이 양무원종공신이란 이유로 공감 1등(功減一等) 태笞 50대 수속(五十收贖)을 받고 방송(放送)되었다.

## 가족 관계
- 6대조 : 심의겸 - 서인의 초대 영수, 병조판서
- 5대조 : 심엄 - 옥과현감 증 영의정
- 5대조모 : 능성 구씨 - 원종의 국구 능안부원군 구사맹의 딸
- 고조 : 심광세 - 홍문관 응교 증 이조참판
- 고조모 : 창원 황씨 - 호조판서 황신의 딸
- 증조 : 심은 - 증 이조참판
- 증조모 : 양주 조씨 - 조종원의 딸, 지돈녕부사 조존성의 손녀
- 할아버지 : 심약명 - 함창현감 증 이조판서
- 할머니 : 청해 이씨 - 첨정 이문주의 딸
- 아버지 : 심속 - 통덕랑 증 좌찬성 가증 영의정
- 어머니 : 초계 변씨 - 참봉 변박의 딸, 승지 변시익의 손녀
- 본인 : 심택현 - 이조판서, 좌참찬, 판돈녕부사
- 부인 : 전주 이씨 - 진사 이한익의 딸
  - 장남 : 심규 - 해주목사 증 좌찬성
  - 며느리 : 경주 김씨 - 영의정 김흥경의 딸
    - 손자 : 심관지 - 병조참판
    - 손자며느리 : 안동 권씨 - 이조판서 권혁의 딸
    - 손자 : 심정지 - 삭녕군수 증 영의정
    - 손자며느리 : 덕수 이씨 - 부사 이복해의 딸
      - 증손자 : 청성위 심능건 - 영조의 부마
      - 증손자며느리 : 화령옹주 - 영조의 11녀

    - 손자: 심항지 - 대전시 교육감 심재갑의 6대조 · 충청남도지사 심대평의 7대조 · 대한민국 초대 참의원 심종석의 7대조 · 검찰총장 심우정의 8대조

  - 차남 : 심구 - 영천군수 증 이조판서
  - 며느리 : 평산 신씨 - 신종화의 딸, 이조판서 신정의 손녀
    - 손자 : 심건지 - 호조정랑 증 좌찬성 
      - 증손녀 : 청양부부인 청송 심씨 - 순조의 장모
      - 증손녀사위 : 신안동 김씨 영안부원군 김조순 - 순조의 국구

    - 손자 : 심풍지 - 예조판서 증 좌찬성
    - 손자며느리 : 기계 유씨 - 첨정 유언수의 딸, 영의정 유척기의 손녀
      - 증손자 : 심능악 - 이조판서, 좌참찬, 판돈녕부사

  - 장녀 : 청송 심씨
  - 사위 : 기계 유씨 참판 유언현 - 영의정 유척기의 아들, 첨정 유언수의 형

## 참조
- 숙종실록
- 경종실록
- 영조실록
- 청송심씨대동보